# Terrifier 3
Terrifier 3 (prt: Terrifier 3; bra: Aterrorizante 3) é um longa-metragem de terror norte-americano e continuação da série de filmes de terror Terrifer, nessa sequencia abordara o tema natalino junto com tema splatter, e sob a direção de Damien Leone, tendo sido lançado em 11 de outubro de 2024.

## Elenco
- Lauren LaVera como Sienna Shaw
- Elliot Fullam como Jonathan Shaw
- Samantha Scaffidi como Victoria Heyes
- David Howard Thornton como Art the Clown
- Chris Jericho como Burke
- Daniel Roebuck como Papai Noel

## Produção
Em dezembro de 2023, foi confirmado que Chris Jericho estava pronto para aparecer em Terrifier 3. Em abril de 2024, foi confirmado que Daniel Roebuck estava pronto para aparecer como Papai Noel em Terrifier 3.

### Filmagens
Em maio de 2023, foi anunciado que o Terrifier 3 seria previsto para começar a filmar em novembro ou dezembro de 2023. A Fotografia principal começou em fevereiro de 2024 e terminou em abril de 2024.

## Lançamento
Em junho de 2023, o Cineverso adquiriu os direitos de distribuição norte-americanos do filme e lançou um lançamento teatral amplo, com uma estréia de streaming exclusiva em seu serviço Screambox. O filme estava originalmente programado para ser lançado em cinemas em 25 de outubro de 2024. Em maio de 2024, o lançamento do filme foi antecipado em duas semanas para 11 de outubro de 2024.

## Sequência
Em 2023, Damien Leone falou sobre planos para um potencial Terrifier 4.